# 슈웨타 티와리
슈웨타 티와리(힌디어: श्वेता तिवारी, 1980년 10월 4일 ~ )는 인도의 배우이다.